# Love & History
Singles de Nana Mizuki
The Place of Happiness
(2001) Power Gate
(2002)
Love & History est le 4e Single de la chanteuse et seiyū japonaise Nana Mizuki sorti le 1er mai 2002 sous le label King Records, le même jour que son cinquième single Power Gate. Il arrive 49e à l'Oricon et reste classé 2 semaines pour un total de 5 620 exemplaires en tout.
Love & History a été utilisé comme thème musical pour le jeu vidéo Generation of Chaos sur PS2. Elle se trouve sur l'album Magic Attraction et sur la compilation The Museum.

## Liste des titres
| 1. | Love & History (lit. Amour et histoire) | 4:34 |
| 2. | Summer Sweet (lit. Doux été)            | 4:56 |
| 3. | Love & History (version instrumentale)  | 4:35 |
| 4. | Summer Sweet (version instrumentale)    | 4:55 |

Auteurs : Les paroles sont écrites par Chokkyu Murano. La musique de la face-A est composée par Ataru Sumiyoshi, tandis que celle de la face-B est composée par Takeshi. Tous les arrangements sont de Nobuhiro Makino.